# Zienema Oktopus
Zienema Oktopus was een filmhuis in Amsterdam in de jaren 70. Voortgekomen uit Kreatie 3, een club jonge filmliefhebbers die af en toe een film draaide in een souterrain op de Keizersgracht 192, begon het in 1972 in cultureel jongerencentrum Oktopus, Keizersgracht 138. Als onderdeel van het Vrije Circuit, dat waren de filmhuizen en alternatieve vertoners van Nederland, organiseerde Zienema Oktopus meerdere festivals.
- 1972 Felix Greene Festival
- 1973 Brecht Festival, Hans-Jürgen Syberberg Retrospectief
- 1974 Godard Festival, Franse Filmmaand, Duitse Filmmaand
- 1975 Godard Festival, Werner Herzog Retrospectief, Brecht Festival, Russische Filmmaand
- 1976 Godard Festival, Vrouwen Filmmaand, Zwitserse Filmmaand, Johan van der Keuken Retrospectief, Eisenstein Retrospectief, Cinema Novo Festival
- 1977 Van der Staak versus Johan van der Keuken, Arbeidersfilm jaren 20 en 30, Fredric Wiseman Retrospectief, Eisenstein versus Vertov
- 1978 Japanse Filmmaand, Hongaarse Filmmaand Cinemathema, De Poolse Film na 1945
- 1979 Godard Festival, Russische Filmmaand, Cinemathema, De Arabische Film
- 1980 Cinemathema, Italiaans Neorealisme

Zienema Oktopus werd in 1981 Amsterdams Filmhuis en draaide zijn films in de kapel van de gevangenis op het Kleine Gartmanplantsoen. Vanaf 1982 draaide de stichting Amsterdams Filmhuis haar films in Rialto.